# Mistelbach an der Zaya
Mistelbach is een gemeente in de Oostenrijkse deelstaat Neder-Oostenrijk, en maakt deel uit van het district Mistelbach.
Mistelbach telt 10980 inwoners.

## Geboren in Mistelbach
- Willy Puchner (1952), fotograaf, schilder en schrijver

## Overleden in Mistelbach
- Hermann Nitsch (1938-2022), kunstenaar

Altlichtenwarth · Asparn an der Zaya · Bernhardsthal · Bockfließ · Drasenhofen · Falkenstein · Fallbach · Gaubitsch · Gaweinstal · Gnadendorf · Großebersdorf · Großengersdorf · Großharras · Großkrut · Hausbrunn · Herrnbaumgarten · Hochleithen · Kreuttal · Kreuzstetten · Laa an der Thaya · Ladendorf · Mistelbach an der Zaya · Neudorf im Weinviertel · Niederleis · Ottenthal · Pillichsdorf · Poysdorf · Rabensburg · Schrattenberg · Staatz · Stronsdorf · Ulrichskirchen-Schleinbach · Unterstinkenbrunn · Wildendürnbach · Wilfersdorf · Wolkersdorf im Weinviertel
- Gemeinsame Normdatei: 4101033-4
- Library of Congress Control Number: n80145346
- MusicBrainz: b1e19d64-d9e9-425f-9179-b3310f04007a
- Nationale Bibliotheek van Tsjechië: ge289660
- Nationale Bibliotheek van Israël: 987007561900605171
- Virtual International Authority File: 125493051
- WorldCat: E39PBJdcDchxKbxVmxBKxMhyh3